# Billions (film)
Billions er en amerikansk stumfilm fra 1920 af Ray C. Smallwood.

## Medvirkende
- Alla Nazimova som Triloff
- Charles Bryant som Owen Carey
- William J. Irving som Frank Manners
- Victor Potel som Pushkin
- John Steppling som Isaac Colben